# Leptura lavinia
Leptura lavinia es una especie de escarabajo longicornio del género Leptura, categorizada en la tribu Lepturini, de la subfamilia Lepturinae. Fue descrita por Gahan en 1906.

## Descripción
Mide 16-24 mm de longitud.

## Distribución
Se distribuye por China, India y Nepal.